# マルコム・マークス
マルコム・マークス（Malcolm Justin Marx、1994年7月13日 - ）は、ジャパンラグビーリーグワンクボタスピアーズ船橋・東京ベイに所属するラグビーユニオン選手。

## プロフィール
- 南アフリカ共和国・ジャーミストン出身[1]。
- ポジションはフッカー (HO)。
- 身長: 189 cm、体重: 112 kg
- U20南アフリカ代表に選ばれたことがある。
- 南アフリカ代表キャップは50（2022年11月現在）。
- 2019W杯の南アフリカ代表に選ばれた[2]。
- バーバリアンズに選ばれたことがある[3]。

## 略歴
ヨハネスブルグ大学 卒業後、ゴールデン・ライオンズ、ライオンズを経て、2019年、NTTコミュニケーションズシャイニングアークス (現・NTTコミュニケーションズ シャイニングアークス東京ベイ浦安)に加入。
2020年1月12日に行われたジャパンラグビートップリーグ第1節の日野レッドドルフィンズ戦に先発出場で日本での公式戦初出場を果たした。同年8月、クボタスピアーズ (現・クボタスピアーズ船橋・東京ベイ)に加入。

## 受賞歴

### ワールドラグビーアワード
- ワールドラグビー男子15人制ドリームチーム:2021年[8]・2022年[9]

### トップリーグ
- 2020-21トップリーグベスト15（HO）

### リーグワン
- 2022-23リーグワンベスト15（HO）
- 2024-25リーグワンベスト15（HO）